# Gunnel Danils-Åslund
Carin Gunnel Danils-Åslund, född 3 maj 1910 i Åtvidaberg, Östergötland, död 23 september 2008 i Stockholm, var en svensk konsthantverkare, målare och tecknare.
Hon var dotter till agronomen Olov Danils och Elin Lindskog och från 1940 gift med direktören Moje Åslund. Efter studier vid Tekniska skolan och Högre konstindustriella skolan 1927–1933 studerade hon vid Académie Libre samt under studieresor till bland annat Amerika, Frankrike, Italien och Spanien. Separat ställde hon ut i Västantorp i Östergötland, Skanör, Stocksund och hon medverkade i samlingsutställningar på Liljevalchs konsthall. Hennes konst består av realistiska landskap, stilleben utförda i olja, pastell eller gouache samt silversmide. Som tecknare tecknade hon modebilder i Dagens Nyheter och Veckorevyn och hon var knuten till Eisers konfektionsindustri som färgexpert.